# Vieille fonderie à Majdanpek
La vieille fonderie à Majdanpek (en serbe cyrillique : Стара топионица у Мајданпеку ; en serbe latin : Stara topionica u Majdanpeku) se trouve à Majdanpek, dans le district de Bor, en Serbie.
Elle est inscrite sur la liste des monuments culturels de grande importance de la République de Serbie (identifiant no SK 1468).